# Pilugani, Suceava
Pilugani este un sat în comuna Poiana Stampei din județul Suceava, Bucovina, România.

## Recensământul din 1930
Componența etnică a satului Pilugani
     Români (100%)
Componența confesională a satului Pilugani
     Ortodocși (100%)
Conform recensământului efectuat în 1930, populația satului Pilugani se ridica la 94 locuitori. Toți locuitorii erau români (100,0%). Din punct de vedere confesional, toți locuitorii erau ortodocși (100,0%).
 Acest articol despre o localitate din județul Suceava este deocamdată un ciot. Puteți ajuta Wikipedia prin completarea lui.